# Pericallia intermedia
Pericallia intermedia är en fjärilsart som beskrevs av Rothschild. Pericallia intermedia ingår i släktet Pericallia och familjen björnspinnare. Inga underarter finns listade i Catalogue of Life.